# Каломенопулос, Никостратос
Нико́стратос Каломено́пулос (греч. Νικόστρατος Καλομενόπουλος); 1865, Сирос — 1952)— генерал-лейтенант греческой армии, военный историк и топограф.
Участник Критского восстания 1896—1898 годов и Борьбы за Македонию, Балканских войн, Первой мировой войны и Малоазийского похода греческой армии.

## Молодость
Каломенопулос происходил из известного с средневековья критского рода, но родился в 1865 году на острове Сирос, который с Освободительной войны 1821—1829 годов стал убежищем для беженцев непрерывных Критских восстаний.
Окончил школу унтер офицеров в 1891 году в звании младшего лейтенанта пехоты.
Был одним из организаторов полу-легальной военно-политической Национальной гетерии, которая в отличие от осторожной политики греческих правительств поставила своей целью немедленное воссоединение Крита, Фессалии, Эпира и Македонии с Грецией.
В 1892 году нелегально отправлен на Крит для составления топографических карт, но вскоре был арестован османскими властями и депортирован.
Результатом его работы на Крите стала книга «Топография и путешествия на острове Крит» (« Τοπογραφία και Οδοιπορικά της νήσου Κρήτης») опубликованная им в 1894 году
В начале Критской революции 1896 года возглавлял восставших земляков епархии Амарион.
В 1897 вновь высадился на Крите в составе экспедиционного корпуса полковника Т. Вассоса и отличился при взятии крепости Малакса.

## Борьба за Македонию
В начале XX века, на ещё оккупированной турками территории Македонии, греческое население столкнулось ещё с одной угрозой. Болгарские претензии на Македонию и насильственные действия сторонников болгарского экзархата, при потворстве турецких властей, против сторонников Константинопольского патриархата, вынудили греков-македонян создать отряды самообороны и вести военные действия как против турок, так и против болгар. Несколько десятков младших офицеров оставили греческую армию и отправились добровольцами в Македонию. В их числе капитан Каломенопулос. При этом, учитывая тот факт, что официально Греция не принимала участие в событиях, они действовали под псевдонимами. Каломенопулос стал известен под псевдонимом капитан Нидас.
Сформированный в Греческом королевстве, отряд Каломенопулоса (Нидаса) планировалось развернуть в регионе Стромница — Петрици:83.
Каломенопулос вступил в Македонию в 1904 году во главе внушительного для масштабов Борьбы за Македонию отряда в 105 человек.
В апреле 1905 года отряд Каломенопулоса был окружён турецкими войсками у села Белкамен.
Поскольку борьба на османской территории носила в основном военно-пропагандистский характер, с целью не допустить насилия болгарских чет против греческого и верного Константинопольскому патриарху населения Македонии, установка данная Каломенопулосу не исключала военных столконовений с болгарскими четниками, но рекомендовала по возможности избегать столкновений с османскими войсками.
Следуя инструкции, Каломенопулос принял решение сдаться. Но его заместители Антонис Цитурас и раненый капитан Ребелос (Христос Цолакопулос) прорвались с боем с частью бойцов.
Каломенопулос с 45 бойцами был перевезен в Флорину, а затем в Монастир, где был судим и осуждён на 5 лет заключения.
Однако по прошествии 3 лет, Каломенопулос бежал и вернулся в Греческое королевство.

## Последующие военная карьера и войны
Каломенопулос принял участие в Балканских войнах (1912—1913) и был ранен в сражении при Сарантапоро.
В период 1914-16 годов командовал «полком Лесбоса».
В период Национального раскола, примкнул к Движению Национальной Обороны Э. Венизелоса и в 1917 году принял командование III дивизией Серр.
Будучи назначен комендантом островов Эгейского моря, впоследствии обвинялся монархистами за кровавые события при занятии частями Национальной обороны острова Наксос и личного рукоприкладства против мэра городка Апирантос.
С 1918 года принял командование VIII пехотной дивизией и получил звание генерал-майора.
В 1919 году, после капитуляции Османской империи и по мандату Антанты, греческая армия высадилась на западном побережье Малой Азии.
Каломенопулосу было поручено командование гарнизоном города Смирна.
В 1920 году Каломенопулос возглавил гарнизон греческой столицы.
С возвращением к власти монархистов в ноябре 1920 года, начался отзыв из действующей армии большого числа офицеров сторонников Э. Венизелоса.
Генерал Каломенопулос был демобилизован в августе 1921 года.

## Последующие годы
После отставки, генерал Каломенопулос посвятил себя написанию военных и топографических исследований.
Он стал также сотрудником и одним из авторов издававшейся с 1929 года «Большой военной и морской энциклопедии».
Умер в Афинах в 1952 году.
По утвержению масонской Великой ложи Греции, генерал Каломенопулос был её членом.

## Работы
- Вклад Крита в Освободительную борьбу (Καλομενόπουλος Ν. Ἥ Συμβολὴ τῆς Κρήτης εἰς τὸν ἀγῶνα / Ν. Καλομενόπουλος // Διαλέξεις της Εθνικής Εκατονταετηρίδος (1830—1930). Εν Αθήναις : Βιβλιοπωλείων Ι. Ν. Σιδέρη, 1930. Σ. 169—202)[13]. .
- Военная организация Греческой империи Византия (Καλομενόπουλος Ν. Η στρατιωτική οργάνωσης της Ελληνικής αυτοκρατορίας του Βυζαντίου / Ν. Καλομενόπουλος. Εν Αθήναις : Σ. Κ. Βλαστού, 1937. 156 σ
- Дипломатия Византии и причины падения Византийской империи (Η διπλωματία του Βυζαντίου και τα αίτια της πτώσεως της Βυζαντινής Αυτοκρατορίας)[14].
- О перевозке войск морем и о десантах (Περί μεταφοράς στρατευμάτων δια θαλάσσης και περί αποβάσεων)